# Музей Российской академии художеств
Нау́чно-иссле́довательский музе́й Российской академии художеств, Музе́й Акаде́мии худо́жеств (сокр. НИМ РАХ, МАХ) — первый художественный музей в здании Императорской Академии художеств на Университетской набережной Васильевского острова. Претендует на звание старейшего художественного музея России.

## История
Вскоре после основания в 1757 году Императорской Академии художеств, её основатель И. И. Шувалов передал учреждению, размещавшееся тогда в покоях его дворца на Малой Садовой, собственное собрание картин и рисунков, включавшее произведения Веронезе и Рембрандта.
В продолжение XVIII—XIX веков музейное собрание пополняли другие вельможи, Екатерина II и её преемники на российском престоле. Предпочтение отдавалось живописи в стиле классицизма (произведения Н. Пуссена, К. Лоррена, Р. Менгса и др.). С XVIII века сохранились многочисленные слепки шедевров античной скульптуры (антиков), а также модели шедевров античной архитектуры, выполненные из пробки римским мастером Кики.
По академическому уставу 1859 года музей стал общедоступным. С 1897 года служил местом публичного представления произведений, претендовавших на размещение в Русском музее: «произведения художников, находящихся в живых, подлежат помещению на 5 лет в Музей императорской Академии художеств и только по истечении этого срока могут быть окончательно переведены в Русский музей императора Александра III, с согласия и по выбору управляющего оным».
Кушелевская галерея. Крупнейшее и ценнейшее пополнение фондов музей получил по завещанию графа Н. А. Кушелева-Безбородко, который в 1862 году завещал Академии свою коллекцию — 466 картин и 29 скульптур (по наиболее полному каталогу, изданному в 1886 году). Согласно воле покойного, коллекция получила статус публичной галереи. Для её размещения были выделены залы второго этажа по 3-й линии, которые сообщались с Музеем живописи через Голубой зал. 
В 1905 году Н.А. Бенуа выступил с идеей реформирования Эрмитажа с присоединением к нему коллекций Академии художеств либо созданием отдельного музея современного (начиная с XIX века) искусства. Весной-летом 1917 года хранитель музеев Академии художеств Э.О. Визель прочил Кушелевскую галерею в основы коллекции современного зарубежного искусства. 
О значении кушелевской галереи для будущих художников писали В. Г. Перов, Н. Н. Ге, И. Е. Репин, К. А. Коровин, А. А. Рылов и А. Н. Бенуа. Именно последний, прекрасно понимая художественную и историческую ценность коллекции, будучи заведующим Картинной галереей Эрмитажа, в 1918 году настоял на том, чтобы передать её Эрмитажу.  Позднее несколько работ из коллекции были возвращены из Эрмитажа в музей Академии, а многие, уже вопреки завещанию, перекочевали в Москву, где пополнили экспозицию ГМИИ им. Пушкина.
В разное время хранителями музея были И. И. Спитц (с 1864), архитектор Ф. А. Клагес (с 1887), художники и действительные члены Академии художеств А. П. Соколов (с 1892) и Э. О. Визель (с 1907).

## Здание и коллекции

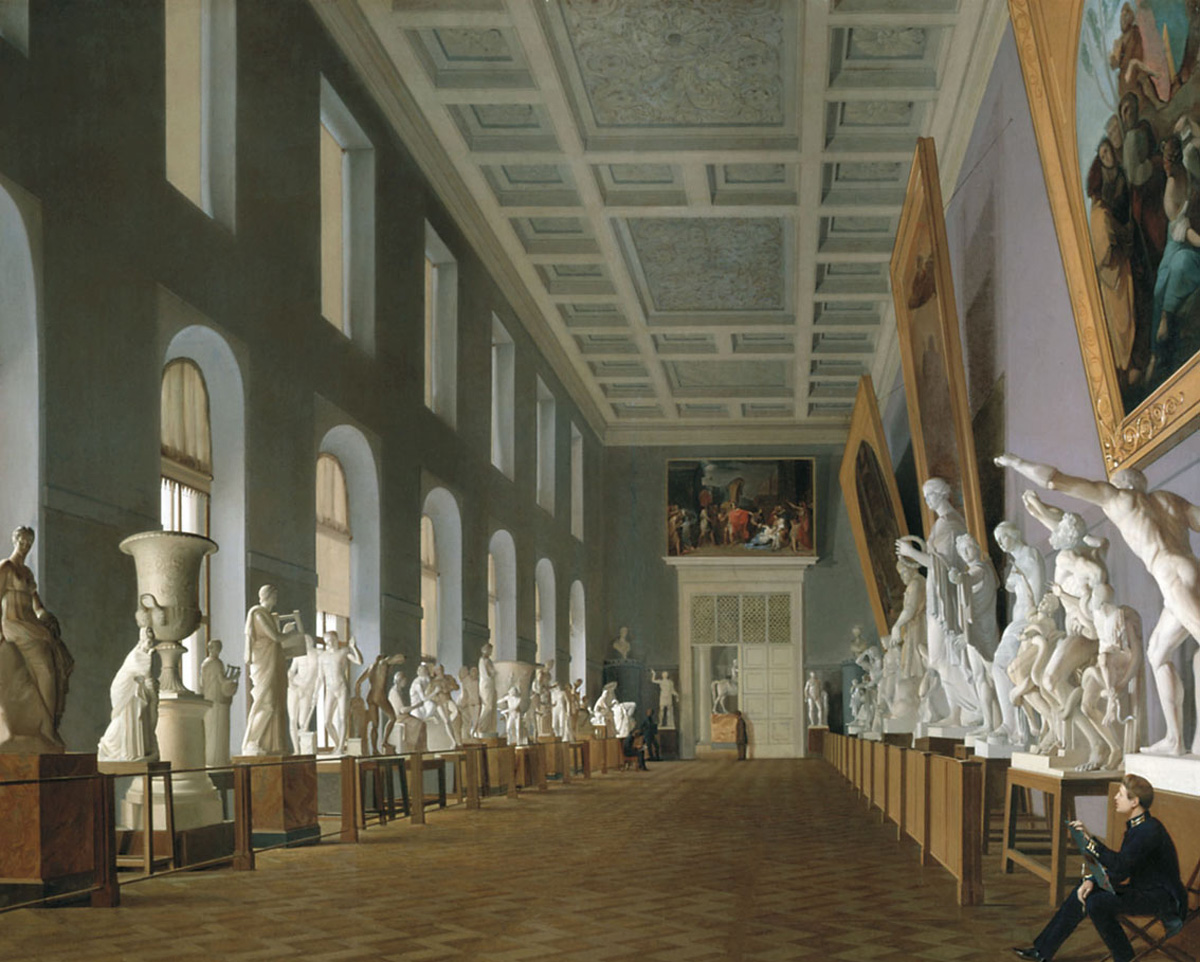
Григорий Михайлов. Академический музей на картине 1836 года

Музей занимает историческое здание, построенное в 1764–88 годах для академии по проекту А. Ф. Кокоринова и Ж. Б. Валлен-Деламота. Сейчас в нём, помимо НИМ РАХ, расположены Санкт-Петербургский государственный институт живописи, скульптуры и архитектуры имени И. Е. Репина, архив, библиотека, лаборатории и мастерские.
Первый этаж занимает по традиции отдел слепков с антиков, второй этаж — «Академический Музеум» (шедевры западноевропейской живописи, среди них оригиналы А. Кауфман, А.Р. Менгса, А. Челести, Л. Джордано, П.Ф. Мола; «программы» или дипломные работы выдающихся выпускников Императорской академии художеств c XIX  века  до начала XX столетия (среди них эскиз И. Е. Репина «Ангел истребляет первенца фараона», картина В. Д. Поленова «Воскрешение дочери Иаира», «Капустница» Николая Фешина; мастерские картины К. П. Брюллова, И. И. Шишкина). Отдельный зал посвящен интереснейшему и сложному периоду существования Академии — 1920–1930 гг. Представлены учебные и дипломные работы этого периода, особенно полно — мастерских К. С. Петрова-Водкина и А. Е. Карева. Кроме того, в постоянную экспозицию включены рельефы и скульптуры русских мастеров XVIII–XIX вв. На третьем этаже — проектные модели знаменитых зданий Петербурга (экспозиция «Архитектура Петербурга XVIII–XIX вв. в моделях, рисунках и чертежах»). В парадных залах вдоль набережной — копии росписей станц Ватикана и других шедевров итальянских мастеров, исполненные пенсионерами Академии художеств середины XIX века во время пребывания в Италии.

## Филиалы музея
- Музей-квартира И. И. Бродского
- Дом-музей П. П. Чистякова
- Музей-квартира А. И. Куинджи
- Музей-усадьба И. Е. Репина «Пенаты»